# 安村洋平
安村 洋平（やすむら ようへい）は、日本の漫画家。2016年より『MAGCOMI』（マッグガーデン）および『月刊コミックガーデン』（同）にて、代表作の『迷宮ブラックカンパニー』を連載している。

## 来歴
2014年、『月刊コミックアライブ』（KADOKAWA）にて、2015年2月号より『柳実冬貴の小説『対魔導学園35試験小隊』のコミカライズの作画を担当。2016年より『MAGCOMI』および『月刊コミックガーデン』にて、代表作の『迷宮ブラックカンパニー』を連載。同作が2021年7月にテレビアニメ化される。

## 人物
『ナポレオン・ダイナマイト』のような映画を好む。
安村によると「ネームに結構時間のかかるタイプ」であり、「スマホを持たずに長く外に出る」など「意識的に早く仕上げられるよう、自分で自分の自由を奪うように」心がけている。ペン入れの際には、「気を抜くと線が死にがちなので、生き生きとした線になるように」している。

## 作品リスト

### 漫画作品

#### 連載
- 対魔導学園35試験小隊（原作：柳実冬貴、キャラクター原案：切符、『月刊コミックアライブ』2015年2月号[3] - 2016年2月号）
- 迷宮ブラックカンパニー（『MAGCOMI』[5]2016年12月5日 - ・『月刊コミックガーデン』2018年5月号[6] - 連載中）

#### 読み切り
- 亭主関白すずかちゃん（『月刊コミックアライブ』2016年8月号[7]）

### 書籍
- 『対魔導学園35試験小隊』、原作：柳実冬貴、キャラクター原案：切符、KADOKAWA〈MFコミックス アライブシリーズ〉2015年、全2巻
- 『迷宮ブラックカンパニー』、マッグガーデン〈ブレイドコミックス〉2017年 - 刊行中、既刊13巻（2025年5月10日現在）

### その他
- 電子小冊子「K90スケブ」（「KADOKAWAデジコミマーケット K90」フェア、2016年8月[8]） - イラスト[8]